# وزارة النفط (الكويت)
وزارة النفط الكويتية أحد الوزارات الحكومة في دولة الكويت، تأسست الوزارة في 4 ديسمبر 1965 وهي الوزارة المسؤولة عن قطاع النفط في دولة الكويت. وزير النفط هو طارق سليمان الرومي منذ 29 أكتوبر 2024. 

## التاريخ
كان إنتاج وتصدير النفط ضمن مسؤوليات الدائرة المالية في الكويت حتى عام 1962 بعدها تم إنشاء قسم تحت اسم وزارة المالية والنفط. ثُم تم تغيير اسم الهيئة إلى وزارة المالية والاقتصاد والتعامل مع السياسات المتعلقة بالنفط حتى أبريل 1975 عندما أنشئت وزارة النفط. وقد أنشأت وزارة لحماية الموارد الطبيعية للدولة جنبا إلى جنب مع اثنين من الهيئات العامة الرئيسية الأخرى، وهي المجلس الأعلى للبترول ومؤسسة البترول الكويتية. ويقع مقر الوزارة في مدينة الكويت.
في عام 1986 تم فصل الوزارة عن وزارة المالية  وفي الوقت نفسه في 12 آب 1986 تم تنقيح مهمة الوزارة ويتضمن ما يلي: حماية واستغلال وتطوير الموارد البترولية، ورفع حصة النفط في الدخل القومي وتأمين سلامة العاملين والبيئة والهياكل. وأعيد تنظيم الوزارة كجزء من وزارة الطاقة في عام 2003. وفي أعقاب عملية إعادة التنظيم هذه، ثم الإشراف على سياسة الطاقة في البلاد من قبل الوزارة. ومؤسسة البترول الكويتية هي الهيئة الرئيسية التي تديرها الدولة والتي تحكمها الوزارة.

## وزراء النفط
|    | الاسم                            | الصورة | فترة تولي المنصب | فترة تولي المنصب |
| -- | -------------------------------- | ------ | ---------------- | ---------------- |
| 1  | عبدالرحمن سالم العتيقي           |        | 4 فبراير 1967    | 9 فبراير 1975    |
| 2  | عبدالمطلب عبدالحسين الكاظمي      |        | 9 فبراير 1975    | 16 فبراير 1978   |
| 3  | الشيخ علي الخليفة العذبي الصباح  |        | 16 فبراير 1978   | 20 يونيو 1990    |
| 4  | الدكتور رشيد سالم العميري        |        | 20 يونيو 1990    | 20 أبريل 1991    |
| 5  | حمود عبدالله الرقبة              |        | 20 أبريل 1991    | 17 أكتوبر 1992   |
| 6  | علي أحمد البغلي                  |        | 17 أكتوبر 1992   | 15 أكتوبر 1996   |
| 7  | عيسى محمد المزيدي                |        | 15 أكتوبر 1996   | 22 مارس 1998     |
| 8  | الشيخ سعود الناصر الصباح         |        | 22 مارس 1998     | 14 فبراير 2001   |
| 9  | الدكتور عادل خالد الصبيح         |        | 14 فبراير 2001   | 14 يوليو 2003    |
| 10 | الشيخ علي جراح الصباح            |        | 25 مارس 2007     | 30 يونيو 2007    |
| 11 | بدر مشاري الحميضي                |        | 28 أكتوبر 2007   | 5 نوفمبر 2007    |
| 12 | محمد عبدالله العليم              |        | 28 مايو 2008     | 12 يناير 2009    |
| 13 | الشيخ أحمد عبدالله الأحمد الصباح |        | 9 فبراير 2009    | 8 مايو 2011      |
| 14 | الدكتور محمد محسن البصيري        |        | 8 مايو 2011      | 14 فبراير 2012   |
| 15 | هاني عبدالعزيز حسين              |        | 14 فبراير 2012   | 27 مايو 2013     |
| 16 | مصطفى جاسم الشمالي               |        | 4 أغسطس 2013     | 6 يناير 2014     |
| 17 | الدكتور علي صالح العمير          |        | 6 يناير 2014     | 29 نوفمبر 2015   |
| 18 | عصام عبدالمحسن المرزوق           |        | 10 ديسمبر 2016   | 11 ديسمبر 2017   |
| 19 | بخيت شبيب الرشيدي                |        | 11 ديسمبر 2017   | 24 ديسمبر 2018   |
| 20 | الدكتور خالد علي الفاضل          |        | 24 ديسمبر 2018   | 14 ديسمبر 2020   |
| 21 | الدكتور محمد عبداللطيف الفارس    |        | 14 ديسمبر 2020   | 16 أكتوبر 2022   |
| 22 | الدكتور بدر حامد الملا           |        | 16 أكتوبر 2022   | 8 مايو 2023      |
| 22 | الدكتور سعد حمد البراك           |        | 18 يونيو 2023    | 17 يناير 2024    |
| 23 | الدكتور عماد محمد العتيقي        |        | 17 يناير 2024    | 8 سبتمبر 2024    |
| 24 | طارق سليمان الرومي               |        | 29 أكتوبر 2024   | حتى الآن         |

## الروابط الخارجية
1. ↑  "تعيين طارق سليمان الرومي وزيرا للنفط بالكويت". العين الإخبارية. 29 أكتوبر 2024. مؤرشف من الأصل في 2024-12-29. اطلع عليه بتاريخ 2024-11-02.
2. ↑  H. V. F. Winstone؛ Zahra Freeth (1972). Kuwait: Prospect and Reality. London: Allen & Unwin. مؤرشف من الأصل في 2017-01-02. اطلع عليه بتاريخ 2013-12-21. – via Questia (التسجيل مطلوب)
3. ↑  Winstone, H.V.F., & Freeth, Z. (1972). Kuwait: Prospect and Reality (1st ed.). Routledge. https://doi.org/10.4324/9781315162980 "نسخة مؤرشفة". مؤرشف من الأصل في 2024-07-23. اطلع عليه بتاريخ 2024-10-03.{{استشهاد ويب}}:  صيانة الاستشهاد: BOT: original URL status unknown (link)
4. ↑  "Brief History". Ministry of Oil. مؤرشف من الأصل في 2017-12-22. اطلع عليه بتاريخ 2013-11-24.
5. 1 2 3  Abdulaziz E. Al Attar (ديسمبر 2004). "A review of upstream development policies in Kuwait". OPEC Review. ج. 28 ع. 4. DOI:10.1111/j.0277-0180.2004.00138.x. مؤرشف من الأصل في 2016-03-04. اطلع عليه بتاريخ 2013-12-30.
6. 1 2  State of Kuwait Ministry of Oil OpenEI Retrieved 24 November 2013 نسخة محفوظة 11 يونيو 2016 على موقع واي باك مشين.
7. ↑  "Kuwait". US Energy Information Administration. مؤرشف من الأصل في 2015-04-12. اطلع عليه بتاريخ 2013-11-24.
8. ↑  "Kuwait Petroleum Corporation (KPC)". Gulf Oil and Gas. مؤرشف من الأصل في 2017-04-14. اطلع عليه بتاريخ 2013-11-24.